# Непосида, М'якуш і Нетак
«Непосида, М'якуш і Нетак» — анімаційний фільм Творчого об'єднання художньої мультиплікації студії Київнаукфільм. Мультфільм озвучено російською мовою. Мультфільм знято за твором Юхима Чеповецького «Неймовірні пригоди М’якуша, Нетака та Непосидька або Правдива історія про Петруся Матусина-Татусева».

## Сюжет
Лялькові створіння бачать по телевізору, що в ракеті хлопчика Петрика є поломка, і спішать йому на допомогу. Дружна команда відправляється в космічний політ.

## Творча група
- Композитор: Яків Лапинський
- Художник-постановник: Олександр Лавров
- Аніматори: Володимир Гончаров, Давид Черкаський, Марк Драйцун, Л. Телятніков, Є. Рабінович, Адольф Педан, Борис Храневич, Володимир Дахно, Алла Грачова, В. Дьомкін
- Звукооператор: Ігор Погон

## Дивись також
- Фільмографія ТО художньої мультиплікації студії "Київнаукфільм"